# Anderer Leistungsanbieter
Ein anderer Leistungsanbieter ist in Deutschland ein Beschäftigungsangebot für Menschen mit einer Behinderung, die auf dem allgemeinen Arbeitsmarkt nicht (oder noch nicht) beschäftigt werden können und stellt eine Alternative zur Arbeit in einer Werkstatt für behinderte Menschen (WfbM) dar. Rechtlich knüpft das Angebot an die Voraussetzungen für die Beschäftigung in einer WfbM an, allerdings mit Erleichterungen für den Anbieter (§ 60 SGB IX). Die Beschäftigten bei einem anderen Leistungsanbieter haben den Status von Beschäftigten einer WfbM (§§ 60 Abs. 4, 221 SGB IX). Es handelt sich dabei nicht um ein reguläres Arbeitsverhältnis, sondern um ein arbeitnehmerähnliches Rechtsverhältnis (im Arbeitsbereich, nicht im Berufsbildungsbereich). Die Kritik am System der Werkstätten für behinderte Menschen gilt damit im Wesentlichen auch für die Beschäftigung bei einem anderen Leistungsanbieter.
Wie bei den Werkstätten gibt es einen Berufsbildungsbereich mit Eingangsverfahren und einen Arbeitsbereich. Andere Leistungsanbieter müssen aber nicht die Leistungen beider Bereiche anbieten (§ 60 Abs. 2 Nr. 3 SGB IX).
Bei REHADAT sind derzeit 118 Anbieter bundesweit gelistet (Stand 25. Oktober 2024). In Fachtexten findet sich oft die Großschreibung „Anderer Leistungsanbieter“.

## Einführung durch das BTHG
Vor der Einführung der Regelung zu den anderen Leistungsanbietern wurden als „sonstige Beschäftigungsstätten“ (nach § 56 SGB XII alte Fassung) innovative regionale Projekte auf den Weg gebracht, die werkstattberechtigten Personen individuelle Wege auf den allgemeinen Arbeitsmarkt ermöglichten. Die Vorschriften zum anderen Leistungsanbieter wurden mit dem Bundesteilhabegesetz eingeführt (Inkrafttreten zum 1. Januar 2018). Im Gesetzentwurf der Bundesregierung vom 5. September 2016 steht dazu:
"Mit der Zulassung anderer Leistungsanbieter und der Einführung des „Budgets für Arbeit“ werden nunmehr Wahlmöglichkeiten für dauerhaft voll erwerbsgeminderte Menschen mit Behinderungen geschaffen. Den Menschen mit Behinderungen im erwerbsfähigen Alter wird auch ein Weg in Richtung allgemeiner Arbeitsmarkt eröffnet, ohne zuvor den Nachweis der individuellen Erwerbsfähigkeit führen zu müssen. [...]
Die Werkstätten für Menschen mit Behinderungen werden auch künftig Garant für die Beschäftigung von behinderten Menschen mit einer dauerhaften vollen Erwerbsminderung sein. Der aus der UN-BRK hergeleitete Anspruch nicht erwerbsfähiger Menschen mit Behinderungen auf Teilhabe am Arbeitsleben wird auch künftig in der Mehrzahl der Fälle nur dadurch eingelöst werden können, dass ihnen ein Platz im Arbeitsbereich einer anerkannten Werkstatt für behinderte Menschen im Wohnumfeld garantiert wird. [...]
Absatz 2 enthält in einer abschließenden Aufzählung Anforderungen an Werkstätten für behinderte Menschen, die ein anderer Leistungserbringer nicht erfüllen muss. Dazu gehören förmliche Anerkennung, Mindestplatzzahl von 120 Plätzen (§ 7 Absatz 1 Werkstättenverordnung) sowie die Anforderungen an die räumliche und sächliche Ausstattung (§ 8 Werkstättenverordnung). Damit sollen auch kleinere Leistungsanbieter sowie solche, die Maßnahmen der beruflichen Bildung oder eine Beschäftigung nicht in eigenen Räumlichkeiten anbieten, sondern solche Maßnahmen auf Plätzen in Betrieben des allgemeinen Arbeitsmarktes in der Form von „ausgelagerten Bildungs- und Arbeitsplätzen“ durchführen, als andere Leistungsanbieter nicht ausgeschlossen sein."

## Leistung der Eingliederungshilfe
Die Beschäftigung bei einem anderen Leistungsanbieter ist als Leistung zur Beschäftigung eine Leistung der Eingliederungshilfe (§ 111 Abs. 1 Nr. 2 SGB IX). Im Jahr 2023 erhielten 1.105 Menschen diese Leistung und damit 0,39 % aller Empfänger von Leistungen zur Teilhabe am Arbeitsleben (283.705).

## Eingangsverfahren/Berufsbildungsbereich
Für diesen Bereich ist die Bundesagentur für Arbeit zuständig, sofern nicht ausdrücklich die Zuständigkeit eines anderen Leistungsträgers bestimmt ist (§ 63 Abs. 1 SGB IX). Sie hat dazu ein Fachkonzept erstellt, das die gesetzlichen und fachlichen Anforderungen an andere Leistungsanbieter bündelt und im Interesse einer einheitlichen Anwendung und Qualität der Leistungsausführung präzisiert. Das Fachkonzept dient interessierten Anbietern als Grundlage, um ihr Leistungsangebot als anderer Leistungsanbieter in einem Qualitäts- und Leistungshandbuch (QLHB) zu beschreiben. Unter Ziffer 4.3.6 beschreibt das Fachkonzept, welche Kompetenzen im Berufsbildungsbereich entwickelt und gefördert werden sollen. Aufgelistet werden dazu:
1. Soziale, kommunikative und interkulturelle Kompetenzen
2. Methodische Kompetenzen
3. Aktivitäts- und Umsetzungskompetenzen
4. Personale Kompetenzen
5. Allgemeine Grundfähigkeiten

Außerdem wird der Ablauf des Eingangsverfahrens beschrieben.